# 1792 en architecture
| Années de l'architecture : 1789 - 1790 - 1791 - 1792 - 1793 - 1794 - 1795    |
| Décennies de l'architecture : 1760 - 1770 - 1780 - 1790 - 1800 - 1810 - 1820 |

Cet article présente les faits marquants de l'année 1792 en architecture.

## Réalisations
- 1792-1793 : Clachan Bridge, pont d'une seule arche enjambant le détroit du Clachan Sound et reliant reliant la côte ouest de l'Écosse continentale à l'île de Seil, conçu par Thomas Telford et construit par Robert Mylne.

## Événements
- x

## Récompenses
- x

## Naissances
- 20 août : Jacques Hittorff († 25 mars 1867).

## Décès
- x